# Flugunfall der Iljuschin Il-18 CCCP-75732 der Aeroflot
Am 26. Februar 1963 kam es zum Flugunfall der Iljuschin Il-18 CCCP-75732 der Aeroflot auf einem Frachtflug von Mys Schmidta über Anadyr nach Magadan, wobei alle 10 Insassen starben.

## Flugzeug und Insassen
Das Flugzeug war eine 3 Jahre alte Iljuschin Il-18W (Luftfahrzeugkennzeichen: CCCP-75732, Werknummer: 181002601), die bis zum Unfall 2105 Betriebsstunden absolviert hatte.
Die Besatzung bestand aus dem Flugkapitän Arkadi Danilowitsch, dem Ersten Offizier P.P. Sawin, dem Flugingenieur Nikifor Iwanowitsch Kuprjakow, dem Navigator Radi W. Robinson, der bereits als Forscher in der Antarktis tätig gewesen war, dem Funker Iwan Iwanowitsch Murik sowie 3 Flugbegleiterinnen. Darüber hinaus flogen 2 Personen als Passagiere mit.

## Verlauf
Alle Zeiten in Moskauer Zeit angegeben
Um 2:29 Uhr hob das Flugzeug in Mys Schmidta ab und landete um 3:38 Uhr in Anadyr. Beim dortigen Zwischenstopp ohne Betankung wurden 10 Tonnen Fleisch im Frachtraum verladen, woraufhin die Il-18 um 6:25 Uhr wieder abhob. Auf der Strecke nach Magadan befanden sich vereinzelte Cumuluswolken und es kam teilweise zu Schneefall. Die Sicht betrug 8–10 Kilometer. Um 8:14 Uhr überflog das Flugzeug unter Sichtflugregeln den Flughafen Gischiga auf 7.000 Meter; währenddessen nannten die Piloten die verbliebene Treibstoffmenge von 9 Tonnen. Etwa eine halbe Stunde später erbaten die Piloten um 8:45 Uhr die Freigabe zum Notsinkflug und meldeten den Ausfall von Triebwerk Nr. 2. Etwa um diese Zeit wich das Flugzeug nach links vom geplanten Kurs ab und begann mit 17–19 m/s zu sinken. In den folgenden Minuten kam es zu mehreren Funkmeldungen der Piloten. Zunächst kam um 8:47:30 Uhr „Иду вдоль береговой черты. Высота 3 000 м. Отказали двигатели с одной стороны“ (sinngemäß: Fliege an der Küstenlinie entlang. Höhe 3.000 Meter. Ausfall der Triebwerke auf der einen Seite), danach um „Отказали два двигателя с левой стороны“ (sinngemäß: Ausfall der zwei Triebwerke auf der linken Seite). Um 8:50 Uhr drehte das Flugzeug auf Kurs 210° (Südwesten), während es auf 2.000 Meter flog. Zwischen 8:52 Uhr und 8:53 Uhr kam der letzte Funkspruch „Сажусь на вынужденную на море“ (sinngemäß: Werde auf dem Meer notlanden). Weitere 2 Minuten später setzte das Flugzeug mit Kurs 210° mit eingefahrenem Fahrwerk auf dem Eis der Jemlinskaja-Bucht auf, etwa 1 Stunde vor Sonnenuntergang und 2700 Meter von der Küste entfernt, woraufhin es zerschellte und sank.
Die Unfallstelle wurde am 4. März um 8:30 Uhr gefunden, 6 Tage nach der Notlandung. Verteilt auf 2 Eisschollen, die 300 Meter voneinander entfernt waren, wurden mehrere kleine Trümmerteile des Flugzeugs gefunden, darunter auch Triebwerk Nr. 1. Der Flugingenieur Kuprjakow, der Funker Murik, eine Flugbegleiterin und ein Passagier schafften es aus dem Wrack, wurden jedoch wie die anderen Insassen tot aufgefunden. Murik ertrank, während die anderen es zwar aus dem Wasser aufs Eis schafften, dort jedoch an Unterkühlung bei klarem Wetter und einer Lufttemperatur von −18 °C starben.

## Ursache
Die Notlandung auf Eis konnte zunächst nicht nachvollzogen werden, da das Flugzeug bis zum Ende steuerbar war und trotz der beiden ausgefallenen Triebwerke bei einer Gesamtmasse von 50 Tonnen auch kein Notsinkflug erforderlich war, unter der Bedingung, dass die Propeller in Segelstellung gewesen waren. Es gab kein Anzeichen für einen Druckabfall im Flugzeug und die Piloten waren gut genug ausgebildet, um die Lage richtig einschätzen zu können. Eine Landung auf dem Land wäre aufgrund des Geländes nicht möglich gewesen. Der Umstand der Notlandung deutete jedoch darauf hin, dass ein Weiterflug nicht möglich war; möglicherweise war ein Feuer ausgebrochen oder der Segelstellungsmechanismus bei einem der Triebwerke hatte versagt. Außerdem wurde festgestellt, dass es keine Notfallausrüstung gab, darunter warme Kleidung, Schlafsäcke und Signalhilfen.
Letztendlich kamen die Ermittler zum Schluss, dass durch eine undichte Leitung in Triebwerk Nr. 2 heiße Luft entwich. Diese traf auf weitere Leitungen, die für Elektrik, Treibstoffversorgung und die Segelstellung zuständig waren. Dadurch fielen Triebwerke Nr. 1 und Nr. 2 aus, deren Propeller auch nicht in Segelstellung gebracht werden konnten, sondern ins sogenannte „Windmilling“ gerieten; außerdem brach ein Feuer aus.